# Osseointegration
Osseointegration (lateinisch osseus „knöchern“, integrare „einbinden“) ist ein Begriff aus der implantologischen Kieferchirurgie. Man versteht darunter einen im lichtmikroskopischen Bereich sichtbaren direkten funktionellen und strukturellen Verbund zwischen dem organisierten, lebenden Knochengewebe und der Oberfläche eines belasteten Knochenimplantats.
1966 beschrieb Per-Ingvar Brånemark als erster Wissenschaftler den Begriff „Osseointegration“, der in die internationale Nomenklatur eingegangen ist. Die wissenschaftliche Anerkennung der zahnärztlichen Implantologie erfolgte durch die Deutsche Gesellschaft für Zahn-, Mund- und Kieferheilkunde (DGZMK) im Jahre 1982.
In den 1990er-Jahren wurde die Osseointegration erstmals auch für Arm- und Beinprothesen eingesetzt.

## Biologische Grundlagen
Die Osseointegration ist das Ergebnis eines knöchernen Heilungsprozesses, bei dem die Knochenzellen (Osteoblasten) direkt an das Implantat heranwachsen und eine feste Anheftung an der Implantatoberfläche erzielen. Im Zuge der chirurgischen Implantation von alloplastischen Materialien kommt es zu einer primären und sekundären Nekrose. Die primäre Nekrose stellt dabei die Gewebstraumatisierung und die anschließende Apoptose im Operationsbereich aufgrund von mechanischen, thermischen und osmotischen Einflüssen dar. Die sekundäre Nekrose wird als Konsequenz der operationsbedingten Unterbrechung der vaskulären Mikrozirkulation angenommen.
Gleichzeitig setzen enossale Implantate Knochentraumen und führen durch die Inkorporation des Implantats in den Kieferknochen zu einer exsudativen oder proliferativen Entzündung. Der Einheilungsprozess beginnt mit dem schrittweisen Umbau des periimplantären Thrombus in der künstlich geschaffenen Knochenalveole sowie der nekrotischen Randzone durch einsprossende Angioblasten und Histiozyten. Die Tiefe des iatrogen traumatisierten Gewebes beträgt dabei etwa 500 μm. Im weiteren Verlauf werden die restlichen Knochenfragmente durch Makrophagen und Osteoblasten abgebaut. Aus der freiliegenden Spongiosa treten knochenstimulierende Zytokine und chemotaktisch angeregte Präosteoblasten aus und induzieren die Knochenneubildung.

## Diagnostik
Kennzeichnend für diesen Verbund ist ein typischer heller, „harter“ Klopfschall, im Gegensatz zum gedämpften, weicheren Klopfschall eines nicht integrierten Zahnimplantates. Ein osseointegriertes Implantat ist unbeweglich mit dem Kieferknochen verbunden. Mit geeigneten Geräten kann man aber mikroskopisch feine Bewegungen dennoch messen.
Im Röntgenbild ist bei einem osseointegrierten Zahnimplantat keine trennende dunkle Zone zwischen dem röntgenologisch hell erscheinenden Implantat und dem weniger hellen Knochen erkennbar. Demgegenüber zeigt ein nicht integriertes Implantat eine dunkle Zone als Ausdruck einer nicht verknöcherten Trennschicht zwischen Knochen und Implantat. Meistens ist das Implantat grob mit bloßem Auge sichtbar und dann beweglich, wenn es allein und nicht im Verbund durch eine Zahnbrücke mit anderen Implantaten oder Zähnen steht.